# Kim Jong-pil
Kim Jong-pil, född 7 januari 1926 i Buyeo-gun i dåvarande generalguvernementet Korea, död 23 juni 2018 i Seoul, var en sydkoreansk politiker.

## Biografi
Kim Jong-pil utexaminerades från Koreas militärakademi 1949. Han deltog 1961 i 16 maj-kuppen ledd av generalmajor Park Chung-hee. 
Han arbetade därefter i flera framskjutna befattningar, bl. a. som ordförande det regerande Demokratiska republikanska partiet, vilket han var med och grundade, i arton år under Parks presidenttid. Kim Jong-pil var också chef för Sydkoreas säkerhetstjänst (KCIA) 1961–1963.
Han var ledamot av nationalförsamlingen 1963–1968 och 1971–2004. Han var också landets premiärminister 1971–1975 och 1998–2000.
År 2004 meddelade han sin avgång från politiken efter att han misslyckades att bli omvald en tionde gång till nationalförsamlingen. Hans parti, Förenade Liberaldemokraterna, fick inte heller majoritet i parlamentet efter valet 2004. Partiet ombildades senare till Grand National Party.